# Opius subcirculator
Opius subcirculator (лат.) — вид паразитических наездников рода Opius из семейства Braconidae (Opiinae). Россия (Ильменский заповедник, Средний Урал). Мелкие наездники (длина менее 3 мм). От близких видов отличается следующими признаками: брюшко сплюснутое с боков; голова чёрная, грудь и брюшко коричневатые , ноги жёлтые; промежуточный сегмент морщинистый. В усиках 29-32 членика. Паразитоиды. Предположительно, как и у других представителей своего рода, их хозяевами служат мухи семейства Agromyzidae. Вид был впервые описан в 1986 году российским энтомологом Владимиром Ивановичем Тобиасом (Санкт-Петербург, Россия). Включён в состав подрода Allotypus.